# Victor Barrucand
Victor Barrucand, né à Poitiers le 7 octobre 1864 et mort à El Biar (Algérie) le 13 mars 1934, est un journaliste et écrivain français, d'abord libertaire puis fédéraliste et enfin humaniste.

## Biographie
Ses parents tiennent une boutique de chaussures, rue Gambetta, au cœur d'un Poitiers bourgeois et commerçant.
Orphelin de père à 16 ans, il arrive à Paris où il est d'abord ouvrier. Musicien, il joue dans les cafés. Sa rencontre et son amitié avec Félix Fénéon est déterminante pour son engagement artistique (théâtre, entre autres) mais aussi anarchiste. Il collabore au journal L'En-dehors de Zo d'Axa.
En 1893, il participe aux conférences du groupe de L'Idée nouvelle et est mêlé au procès d'Émile Henry. Il écrit dans Les Temps nouveaux de Jean Grave et lance, en 1895, une campagne nationale en faveur du pain gratuit pour tous.
En 1897, il se déclare socialiste fédéraliste et est élu, en 1899, délégué du congrès socialiste de Paris.
À partir de mars 1894, il collabore à La Revue blanche, avec une chronique de Lettres italiennes qui paraît environ tous les six mois jusqu’en novembre 1897. Pendant six ans, il est l'un des collaborateurs les plus prolifiques de la revue.
Il adapte pour le théâtre une pièce de Shûdraka, Le Chariot de terre cuite, qu'il transforme en conte en 1921.

### Mission en Algérie
Dreyfusard, il part s'installer en Algérie pour contrecarrer la propagande antisémite,.
Humaniste, il prend part à la vie culturelle et politique en devenant journaliste. Il écrit plusieurs ouvrages sur les peintres orientalistes.
Il devient rédacteur en chef des Nouvelles puis chroniqueur littéraire et artistique à La Dépêche. Le 30 novembre 1902, il publie son propre hebdomadaire, L'Akhbar, où il milite pour un « colonialisme plus humain » et, en particulier, pour une reconnaissance des droits des indigènes musulmans.
Il publie les reportages d'Isabelle Eberhardt dont il édite l'œuvre littéraire après sa mort accidentelle.
En 1919, il finit par obtenir quelques conquêtes politiques pour les « combattants indigènes » de la Première Guerre mondiale.

## Œuvre
Poésie
- Rythmes et rimes à mettre en musique (1886)
- Chanson de juin 1889 (1889)
- Amour et idéal. La Chanson des mois. Une partie d’échecs. Triomphe (1889)
- D'un pays plus beau (1910)

ÉtudesPP
- Henri Cros
- Les Verres précieux
- Brochure sur le Bouddhisme (1893)
- Le pain gratuit. Chamuel Éditeurs (1896)
- L'Algérie et les Peintres orientalistes (1930)[6]

Parades dans le style du théâtre de foire
- Les Deux Mezzetins, Colombine jalouse. La Farce du Sac, etc. Représentées au Théâtre de la Bastille, (1889-1890.
- Le Chariot de terre cuite. Adaptation du sanscrit représentée au Théâtre de l’Œuvre.

Roman
- Avec le Feu (1900, réédité en 2005 et 2010)

Préface
- Isabelle Eberhardt, Pages d'Islam, Fasquelle, 1932, lire en ligne, rééd. Grasset, 2018

Varia
- Mémoires de Choudieu, Paris, Plon, 1897

- Le Pain gratuit, Paris, 1896[7]
- Théodore de Banville. Critiques. Choix et préface par Victor Barrucand, portrait de Banville par Gavarni en frontispice (1917)
- Victor Barrucand, La vie véritable du citoyen Jean Rossignol, Plon, 1896 (lire sur Wikisource)

Journalisme
- Impressions d'un témoin, dans l'avenir de Rennes, sur le procès Dreyfus à Rennes (1899)
- Notes de route. Maroc - Algérie - Tunisie (1908, en ligne)

## Citation
- « Aux applaudissements d'une société lâche et complice la tête du libertaire est tombée sous le couteau légal. Ravachol est mort l'insulte à la bouche, ironique et méprisant, dominant de son dédain la foule vile[8]. »

## Jugement
René Lalou, dans son Histoire de la Littérature française, salue en Barrucand un écrivain qui apporta à l’essai, au roman et à l’histoire les mêmes qualités de sincérité et de réalisme poétique :
«…D’autres ont créé autour de leurs œuvres des sortes de sociétés secrètes : […]; Victor Barrucand, parce qu’on ne peut pas oublier un anarchiste promoteur du « pain gratuit », ni l’éditeur d’Isabelle Eberhardt, si maladroit fût-il. Tous leurs écrits méritent-ils d’être intégralement réimprimés ? Non, bien sûr, à l’exception peut-être des Versiculets d’Alfred Poussin d’une étonnante fraîcheur. […] Chacun découvrira dans le sommaire une ou plusieurs raisons de lire Le Livre des Egarés : […]; Victor Barrucand… »

## Pour approfondir

### Article de presse
- Jean-Michel Gouin, Victor Barrucand, voyageur libertaire, La Nouvelle République, 14 août 2013, texte intégral.

### Notices
- Dictionnaire des anarchistes, « Le Maitron » : notice biographique.
- Dictionnaire biographique du mouvement ouvrier français : notice biographique.
- Dictionnaire international des militants anarchistes : notice biographique.
- L'Éphéméride anarchiste : notice biographique.
- Centre International de Recherches sur l'Anarchisme (Lausanne) : notice bibliographique.
- René Bianco : 100 ans de presse anarchiste - notice
- RA.forum : notice bibliographique